# Большая Ерзовка
Большая Ерзовка — деревня в Алапаевском районе Свердловской области России, входящая в Махнёвское муниципальное образование.

## Географическое положение
Деревня Большая Ерзовка расположена в 65 километрах (в 90 километрах по автодороге) к северу от города Алапаевска, на правом берегу реки Тагил. В 3 километрах к северо-западу расположена железнодорожная станция Ерзовка Свердловской железной дороги.
Открыто Ерзовское месторождение бурого угля.

## Александро-Невская церковь
В 1893 году была построена часовня, а в 1910 году была перестроена в каменную церковь, которая была освящена в честь великого князя Святого Александра Невского. Церковь была закрыта в 1936 году.

## Население
| 2002 | 2010 |
| ---- | ---- |
| 133  | ↘104 |